# Чемпионат России по женской борьбе 2024
Чемпионат России по женской борьбе 2024 года прошёл совместно с Чемпионатом России по вольной борьбе на «Live Арене», что находится в Подмосковном Новоивановском с 30 апреля по 3 мая.

## Расписание соревнований
| К | Квалификация | У | Утешительные схватки | П | Полуфиналы | Ф | Финалы |

| Вольная борьба (женщины)   |   |   |   |   |   |   |   |   |
| весовая категория до 50 кг | К | П | У | Ф |   |   |   |   |
| весовая категория до 53 кг |   |   | К | П | У | Ф |   |   |
| весовая категория до 55 кг | К | П | У | Ф |   |   |   |   |
| весовая категория до 57 кг |   |   | К | П | У | Ф |   |   |
| весовая категория до 59 кг | К | П | У | Ф |   |   |   |   |
| весовая категория до 62 кг |   |   | К | П | У | Ф |   |   |
| весовая категория до 65 кг |   |   |   |   | К | П | У | Ф |
| весовая категория до 68 кг | К | П | У | Ф |   |   |   |   |
| весовая категория до 72 кг |   |   |   |   | К | П | У | Ф |
| весовая категория до 76 кг |   |   |   |   | К | П | У | Ф |

## Медалисты[2]
| Категория | Золото                                       | Серебро                                 | Бронза                                                                         |
| --------- | -------------------------------------------- | --------------------------------------- | ------------------------------------------------------------------------------ |
| До 50 кг  | Надежда Соколова · Новгородская область      | Елизавета Смирнова · Дагестан           | Наталья Пудова · Хакасия Мария Тюмерекова · Кемеровская область                |
| До 53 кг  | Наталья Малышева · Хакасия                   | Милана Дадашева · Дагестан              | Анжелика Ветошкина · Санкт-Петербург Дарья Хвостова · Красноярский край        |
| До 55 кг  | Александра Скиренко · Краснодарский край     | Екатерина Вербина · Дагестан            | Екатерина Лыкова · Красноярский край Екатерина Полещук · Краснодарский край    |
| До 57 кг  | Ольга Хорошавцева · Красноярский край        | Марина Симонян · Ростовская область     | Вероника Чумикова · Чувашия Кристина Михнева · Севастополь                     |
| До 59 кг  | Анастасия Сидельникова · Кемеровская область | Светлана Липатова · Татарстан           | Евгения Огородникова · Якутия Ульяна Тукуренова · Бурятия                      |
| До 62 кг  | Екатерина Кошкина · Татарстан                | Амина Танделова · Крым                  | Анна Щербакова · Бурятия Инна Тражукова · Москва                               |
| До 65 кг  | Валерия Дондупова · Бурятия                  | Златослава Степанова · Москва           | Динара Кудаева · Красноярский край Кристина Еремина · Краснодарский край       |
| До 68 кг  | Ханум Велиева · Красноярский край            | Вусала Парфианович · Московская область | Елизавета Петлякова · Санкт-Петербург Ксения Буракова · Дагестан               |
| До 72 кг  | Олеся Безуглова · Санкт-Петербург            | Альбина Русина · Москва                 | Кристина Братчикова · Краснодарский край Светлана Бабушкина · Брянская область |
| До 76 кг  | Кристина Шумова · Красноярский край          | Рита Талисманова · Москва               | Мария Силина · Краснодарский край Екатерина Букина · Московская область        |